# Randy O'Brien
Il Dr. Randy O'Brien è uno dei personaggi della linea editoriale New Universe edita dalla Marvel Comics tra il 1986 e il 1989.

## L'Evento Bianco e la clinica
Alcuni mesi dopo L'Evento Bianco, Randy manifestò per la prima volta abilità paranormali quando David Landers venne portato nell'ospedale dove Randy lavorava. Lander era in preda a forti dolori dovuti alla sua mutazione ed era incontrollabile. Dal busto di O'Brien spuntarono due braccia nere che trattennero Landers abbastanza a lungo per permettere a Randy di sedarlo. Dopo una discussione con il suo capo, il dottor Eastman, una figura nera (o anticopro come fu in seguito definito) uscì dal suo corpo e tentò di attaccare Eastman, fermandosi solo quando Randy urlato 'NO'. Più tardi, si addormentò dopo aver letto un annuncio della Clinica per la ricerca sul Paranormale, una struttura progettata per aiutare le persone che manifestavano strane abilità. Attraverso il suo anticorpo, comunicò l'informazione a Landers e viaggiarono alla clinica sotto falso nome.
I due, in un primo momento, furono convinti della bontà del lavoro svolto dalla clinica e furono integrati nel gruppo di terapia C, dove incontrano Walters, Beck, Cuzinski, Harrington e Fenzl. Una sera, grazie al suo anticorpo, Randy scoprì che il veroi scopo della clinica era quello di condizionare mentalmente i pazienti di modo da trasformarli in un esercito privato per gli scopi del suo direttore, Philip Nolan Voigt, un paranormale con l'abilità di copiare ed amplificare i poteri degli altri paranormali.
O'Brien fuggì insieme al resto del gruppo C e, per un anno, i 7 paranormali vissero come fuggitivi, continuamente braccati dal personale della Clinica.

## Poteri ed abilità
Randy è dotato del potere di emanare dal suo corpo un "anticorpo" ovvero un essere volante di energia semi immateriale dotato di personalità propria e più o meno ubbidiente che si può allontanare dal suo creatore e che una volta ritornato nel suo corpo, gli trasmette tutti i ricordi acquisiti. Col passare del tempo Randy riesce a creare più di un anticorpo. Nel corso della serie è stato mostrato che gli anticorpi non possono sopravvivere troppo a lungo senza tornare nel corpo di Randy a caricarsi. In seguito Randy scopre di poter emanare l'anticorpo in modo che avvolga il suo corpo. In questa forma è dotato della capacità di volare e di una forza maggiore.